# Згеж
Згеж (на полски: Zgierz) е град в Централна Полша, Лодзко войводство. Административен център е на Згежки окръг, както и на селската Згежка община, без да е част от нея. Самият град е обособен в самостоятелна градска община с площ 42,33 км2. Част е от агломерацията на град Лодз.

## География
Градът се намира в историческия регион Великополша. Разположен е на няколко километра северно от войводския център.

## История
Селището е споменато за пръв път през 1231 г. Получава градско право през 1318 г. (или 1288 г.). В периода 1975 – 1998 г. е в състава на Лодзкото войводство.

## Население
Населението на града възлиза на 56 690 души (2017 г.). Гъстотата е 1339 души/км2.
Демография
- 1825 – 3162 души
- 1897 – 19 108 души
- 1921 – 21 116 души
- 1931 – 36 618 души
- 1939 – 28 259 души
- 1946 – 21 690 души
- 1960 – 36 666 души
- 1970 – 43 025 души
- 1978 – 50 800 души
- 1988 – 58 583 души
- 1996 – 59 340 души
- 2002 – 58 300 души
- 2008 – 58 055 души
- 2017 – 56 690 души

## Личности
Родени в града
- Влоджимеж Чешляк – полски борец
- Давид Фришман – еврейски писател
- Агнешка Ханайчик -полски политик
- Томаш Клос – полски футболист, национал
- Кшищоф Квятковски – полски политик
- Марек Матушевски – полски политик
- Юстина Моспинек – полска спортистка, стрелба с лък
- Станислав Олчик – полски хокеист
- Адолф Павински – полски историк
- Владислав Шейбал – полски актьор и режисьор
- Юзеф Стефаняк – полски хокеист, национал
- Ян Стопчик – полски хокеист, национал
- Марек Шварц – еврейски художник и скулптор
- Тадеуш Теодорчик – полски актьор
- Аугуст Роберт Волф – книгоиздател

## Градове партньори
- Глаухау, Германия
- Hódmezővásárhely, Унгария
- Кежмарок, Словакия
- Купишкис, Литва
- Маневичи, Украйна
- Ожиш, Полша
- Супрашъл, Полша